# Взрыв на шахте в Соме
Взрыв на шахте в Соме с последующим возгоранием произошёл 13 мая 2014 года в городе Сома в иле Маниса на западе Турции. В момент взрыва под землёй на глубине 2 тысяч метров находились 787 шахтёров. Погиб 301 человек, невредимыми спаслись 363 человека, 122 получили травмы.

## Предыстория
Турция имеет плохую репутацию с точки зрения охраны здоровья и безопасности труда в горнодобывающей промышленности, в частности, добыче угля. По данным Международной организации труда, Турция занимает первое место в Европе и третье место в мире по количеству несчастных случаев на производстве, приводящих к смертельному исходу. В результате таких несчастных случаев каждый год в Турции гибнут 18 из 100 тысяч трудящихся, что в семь раз больше, чем в остальных странах Европы. С 1941 года в турецких шахтах погибли более 3 тысяч человек. Самая серьёзная авария на шахте произошла в 1992 году, когда взрыв газа погубил 263 работника в иле Зонгулдак. В мае 2010 года в том же иле взрыв газа погубил 30 шахтёров, после чего премьер-министр Турции Реджеп Тайип Эрдоган заявил, что «смерть — судьба шахтёра».
Шахта у города Сома была приватизирована в 2005 году и перешла в собственность компании «Soma Kömür İşletmeleri A.Ş.». Как заявил официальный представитель Партии справедливости и развития Хюсейн Челик, начиная с 2009 года шахта была инспектирована 11 раз. Накануне аварии в компании сообщили, что стоимость добычи угля удалось снизить со 140 долларов до 30 долларов за тонну. Шахтёры рассказывали, что если не являешься членом Партии справедливости и развития, то не получаешь работу на шахте. Во время муниципальных выборов, на предвыборные мероприятия Эрдогана 3 тысячи шахтёров забрали силой, так как их билеты на обед выдавали только после митингов.
Согласно подготовленному в 2013 году отчёту Счётной палаты Турции холдинг «Soma» произвёл 3,8 млн тонн угля в 2012 году, на 47 % больше запланированной добычи, и продал его Государственной турецкой угольной компании за 171 млн турецких лир, таким образом, компания «Soma» добыла на 1,2 млн тонн больше угля, чем было запланировано. Руководство компании «Soma» утверждало, что в 2012 году уголь на шахте «Эйнез» покупали по самой низкой цене — 44,79 лир за тонну.
В 2014 году депутат Республиканской народной партии Турции от ила Маниса Озгюр Озель неоднократно заявлял в парламенте о многочисленных инцидентах в угольных шахтах, приводящим к гибели людей. Озель призвал расследовать эти случаи и принять дополнительные меры по их предотвращению в будущем. Оппозиционеры заявляли, что «мы требуем провести расследование всех несчастных случаев на шахтах в городе Соме, выявить причины и виновных в гибели людей, чтобы найти окончательные решения и предотвратить повторение таких инцидентов». Однако представители правящей Партии справедливости и развития под руководством премьер-министра Реджепа Тайипа Эрдогана 29 апреля отклонили ходатайство оппозиции по вопросу о проведении инспекции, а депутат от правящей партии в провинции Маниса Музаффер Юртташ в официальном ответе заявил, что шахты в Турции являются более безопасными, чем в большинстве других стран. За девять месяцев до аварии министр энергетики Турции Танер Йылдыз посетил угольную шахту возле города Сома и высоко оценил уровень технической оснащённости и принятые меры безопасности.

## Взрыв, возгорание и обрушение
13 мая 2014 года около 15:10 по местному времени (16:10 мск) на глубине двух километров в шахте в городе Сома в 120 километрах к северо-востоку от города Измир и в 250 километрах к югу от Стамбула в иле Маниса на западе Турции произошло короткое замыкание электрооборудования, приведшее к взрыву на трансформаторной станции. Из-за разрушения породы в шахте начался пожар, была полностью прекращена подача электричества. В результате этого остановились лифты и перестали работать вентиляционные системы. В момент взрыва в шахте находились 787 шахтёров, 280 удалось выбраться на поверхность самостоятельно. Остальные шахтёры попали в ловушку из-за завалов. Взрыв произошёл практически в момент окончания пересменки (смена длится с 8 до 16 часов), и часть отработавших свою смену шахтёров уже поднялась наверх. Но из-за взрыва многие из них бросились назад в шахту на помощь товарищам, не успев при этом взять необходимое оборудование и спасательные материалы. На тот момент под завалами находились около 120 человек.

## Поисково-спасательная операция
На место происшествия немедленно прибыли спасатели и кареты скорой помощи для извлечения заблокированных шахтёров. Первоначально депутат парламента от провинции Маниса Музаффер Юртташ заявлял о 20 погибших, но выступая по телевидению, он уточнил, что речь идёт об общем числе пострадавших, куда входят 4 погибших и 16 раненых. Министр энергетики и природных ресурсов Турции Танер Йылдыз призвал журналистов не зацикливаться на постоянно меняющихся цифрах. На тот момент, в ходе спасательной операции удалось вытащить на поверхность 20 шахтёров, 11 из них были госпитализированы. Также, по словам мэра города Сома, на поверхность были выведены свыше 20 горняков. В Управлении по чрезвычайным ситуациям заявили о гибели 17 человек, ещё «11 человек пострадали, восемь были эвакуированы из шахты без ранений и травм. Летальные исходы связаны с отравлением угарным газом». На тот момент по разным данным, под завалами находились от 200 до 300 человек, причём у них есть респираторы. В турецких социальных сетях начало расти беспокойство, по поводу того, что число жертв окажется значительно больше предварительных цифр. Глава администрации ила Маниса Ченгиз Эргун сказал, что «по неофициальным данным, число жертв достигло 157 человек, ещё 75 пострадали». После чего Йылдыз сказал, что число жертв составило 151 погибшего и 76 пострадавших, уточнив, что цифры могут вырасти. По другим данным, число жертв возросло до 201 человека, а четыре человека были доставлены в больницу в тяжёлом состоянии. Эти данные привёл министр энергетики и природных ресурсов Турции Танер Йылдыз, прибывший на место аварии и сказавший, что надежды на спасение остальных становится всё меньше:
Время сейчас работает против нас, поэтому возможен рост числа погибших. На данный момент скончался 201 человек, из 363 эвакуированных из-под земли 80 шахтёров получили травмы и ранения и доставлены в больницу. Ещё более 200 горняков по-прежнему находятся в шахте.
Спасательные работы начали вестись в непрерывном режиме. Во избежание распространения угарного газа по пространству шахты спасатели начали закачивать под землю кислород, чтобы спасти тех, кто остался в живых. У входа в шахту, откуда выносят пострадавших и погибших, и у больницы собрались многочисленные родственники шахтёров.
Президент Абдулла Гюль отменил поездку в Китай, а спикер парламента Джемиль Чичек — в США. Вместе они навестили раненых горняков в государственной больнице Акхисар, где проходили лечение десять шахтёров. После посещения больницы Гюль и Чичек направились на место проведения спасательных работ.
По заявлению министра энергетики Танера Йылдыза, на поверхность удалось эвакуировать 363 человека, 57 горняков — в больницах с отравлением угарным газом. На месте происшествия работают отряды специалистов Управления по чрезвычайным ситуациям и военнослужащие общей численностью 460 человек. В город прибыли 20 психологов, чтобы оказать помощь родственникам шахтёров.
Премьер-министр Турции Реджеп Тайип Эрдоган отменил визит в Албанию и в сопровождении членов правительства приехал на место происшествия, где был освистан собравшимися людьми и сказал, что «потери достигли 232 человек», а также, что:
Аварии на шахтах происходят довольно часто, это – обычное явление. Даже в юридической литературе существует термин “несчастный случай на производстве”. Конечно, масштабы этой аварии причинили нам глубокую боль и печаль. Но в том, что касается здоровья работников или их безопасности, эта шахта считалась одной из лучших по результатам проведённых проверок, она продолжала работать в апреле и в мае.
Стремясь встать на защиту правительства, Эрдоган привёл множество примеров из истории о подобных авариях, упомянув о взрыве на шахте в Великобритании в 1838 году, во Франции и Японии.
Вернёмся к истории Британии. В результате обрушения шахты в 1838 году погибли 204 человека. В 1866 году количество погибших шахтёров составило 361. В результате взрыва в 1894 году погибло 290 человек. Возьмите, например, Америку с её современными технологиями и всем остальным ... В 1907 году там погиб 361 шахтёр. И это нормальное явление. В 1942 году в Китае взрыв смеси газа и угля унёс жизни 1549 шахтёров. Вы можете в это поверить?
Поблагодарив оппозиционные партии за беспристрастную реакцию, Эрдоган дал резкую отповедь журналисту «Al-Jazeera» на вопрос о том, почему данная шахта была допущена к эксплуатации:
Я считаю, что вы как журналист недостаточно внимательно следите за работой угольных шахт по всему миру. Должно быть, это из-за того, что у вас в Катаре есть только запасы природного газа, а не угольные шахты.
Также на пресс-конференции Эрдоган сказал, что:
Мы стали свидетелями одной из самых крупных промышленных аварий в нашей новейшей истории. По имеющимся данным, 238 человек погибли. 80 раненых. 19 человек выписаны из больниц. Тяжелораненых в больницах не осталось. По предварительным данным, внизу ещё могут оставаться около 120 человек. Все возможности государства сейчас используются. Мы как государство сделаем всё, что нужно — материального и духовного — для развития и обеспечения безопасности наших шахт. Мы уже начали эту работу. Уверяю всех, что эта авария будет расследоваться очень тщательно.
В ответ на эту речь на автомобиль Эрдогана напала толпа агрессивно настроенных людей. Они кидались камнями, стучали по машине и в резкой форме выражали недовольство правительством Эрдогана и называли вором и убийцей, кричали «премьера в отставку!». Несколько человек было арестовано. Перед региональным отделением Партии справедливости и развития, к которому направились протестующие, выставили полицейский кордон и пригнали водомёты. Впоследствии разгневанные жители всё-таки разгромили районный отдел Партии справедливости и развития. Эрдогана, оставившего возле офиса свой автомобиль, телохранители укрыли в близлежащем супермаркете, и ему с трудом удалось забраться в машину и уехать. А до этого родственники погибших выступили против прибывших министра энергетики Турции Танера Йылдыза и других официальных лиц. От более активных действий их удержала полиция. Позже были опубликованы фотографии, на которых советник премьер-министра Турции — Юсуф Еркель — подбежал к протестующему, удерживаемому двумя солдатами, и нанёс три или четыре удара ногами. Перед этим пострадавший ударил по автомобилю из кортежа премьер-министра. В письменном заявлении, опубликованном 15 мая, Юсуф Еркель заявил:
Я глубоко извиняюсь за инцидент, который произошёл в среду в Соме. Я прошу прощения, что не смог сдержать себя в виду провокации, оскорбления и нападения, которому я подвергся.
Пострадавшим оказался Эрдал Коджабыйык, проработавший на шахтах Сомы более 10 лет. Позже было опубликовано новое видео, подтверждающее, что Еркель не действовал в целях самообороны, как утверждал представитель Партии справедливости и развития Хусейн Челик. Сначала протестующий ударил ногой автомобиль телохранителей премьер-министра. Один из них в штатском схватил протестующего за руку. Двое полицейских повалили его на землю, и Еркель и начинает избивать ногами лежащего на земле мужчину. По заключению врача, Еркель повредил правую ногу, и выписал ему больничный на семь дней, хотя помощник с тех пор неоднократно появлялся рядом с премьер-министром и выглядел вполне здоровым. Союз турецких врачей начал расследование против доктора, который выдал данное заключение, но министр здравоохранения Мехмет Мюэззиноглу заявил, что министерство не планирует инициировать расследование против врача.
16 мая ряд турецких СМИ распространил видео, где Эрдоган, прибывший в Сому, вместе с телохранителями оказавшись в толпе демонстрантов, попытался укрыться в супермаркете, однако к нему начал пробираться шахтёр и житель Сомы Танер Куруджан. Началась потасовка, и Эрдоган якобы произнёс фразу: «Куда бежишь, израильское отродье?», а после телохранители начали избивать человека ногами. Между тем Куруджан заявил, что ожидает извинений от Эрдогана, указав на то, что не был в числе протестовавших и находился в супермаркете, куда внезапно вошёл премьер-министр и ударил его, после чего телохранители жестоко избили его, а охрана удалила записи с камер наблюдения внутри и вблизи магазина. В свою очередь, представитель Партии справедливости и развития Хусейн Челик заявил об отсутствии каких-либо визуальных свидетельств того, что Эрдоган ударил кого-либо, а советник премьер-министра Ялчин Акдоган обвинил неких «членов банды» в провокации в отношении Эрдогана и сопровождающих его лиц.
Министр энергетики и природных ресурсов Турции Танер Йылдыз заявил, что «по последним данным, погибших 245 человек, 53 человека выписаны из больницы», операция по спасению идёт, хотя надежды на спасение живых рабочих остаётся всё меньше, «потому что пожар в шахте продолжается. Сейчас под землёй работает около 500 спасателей, но мы не можем рисковать их жизнями».
Министр энергетики и природных ресурсов Турции Танер Йылдыз сообщил, что число погибших достигло 274 человек, а «пожар в шахте продолжается. Из-за высокой концентрации угарного газа работы ведутся с трудом. Спасатели пока не могут войти в зоны сильного задымления». Из-за этого более 80 рабочих и спасателей попали в больницы с симптомами удушения угарным газом.
Министр энергетики и природных ресурсов Танер Йылдыз сообщил, что число жертв катастрофы возросло до 282 человек, а более 100 шахтёров до сих пор числятся пропавшими без вести, но вероятность обнаружить их живыми под завалами невелика, из-за того, что «пожар в шахте продолжается. Из-за высокой концентрации угарного газа работы ведутся с трудом. Спасатели пока не могут войти в зоны сильного задымления». Более 80 рабочих и спасателей попали в больницы с симптомами удушения угарным газом. Местная больница Сомы переполнена, тела погибших хранятся на холодильном продуктовом складе и в трейлерах-рефрижераторах. Родственники пытаются узнать судьбу своих близких, собравшись у шахты и больниц, куда для поддержания порядка направлены полиция и военные. В компании-операторе шахты объявили, что около 450 шахтёров были спасены после катастрофы. Спасательная операция с участием 460 спасателей продолжается.
15 мая министр энергетики и природных ресурсов Танер Йылдыз сообщил, что:
Число жертв увеличилось до 282 человек. За последние 12 часов ни одного живого человека в шахте найдено не было. К настоящему времени судмедэксперты закончили осмотр 217 тел, которые переданы их родным. Пламя в шахте взято под контроль. Уровень газа начал падать, это даёт нам надежду на то, что полностью пожар удастся потушить через 3-4 часа, после чего спасательная операция будет продолжена в ускоренном режиме. Будут найдены виновные в халатности, приведшей к трагедии, откуда бы они ни были — из частного сектора или государственного, мы жалеть их не станем.
В компании-операторе шахты заявили, что около 450 шахтёров были спасены, и таким образом, под землёй могут оставаться около 50 горняков. Министр здравоохранения Турции Мехмет Мюэззиноглу сообщил, что в больницах находятся 27 человек, получивших отравление угарным газом, а угрозы их жизни нет.
15 мая президент Турции Абдулла Гюль прибыл на место катастрофы для участия в траурной церемонии, где сказал:
Наша боль и наши потери очень высоки. Сейчас предпринимаются все необходимые меры, спасатели работают безостановочно. Мы сделаем всё, чтобы в будущем такие трагедии никогда не повторялись. Это будет сделано. Начали административное расследование и со всей тщательностью проводят другие необходимые следственные мероприятия. Сейчас нам необходимо терпение. Я приношу соболезнования семьям погибших и благодарю иностранные государства за поддержку и за то, что некоторые из них присоединились к нашему трауру.
К 15 мая спустя более трёх суток после аварии министр энергетики и природных ресурсов Танер Йылдыз сообщил, что число жертв составило 283 человека, а в течение суток в шахте не было найдено ни одного живого шахтёра. К вечеру судмедэксперты отдали родственникам тела почти всех погибших. Йылдыз также сказал, что «пожар, начавшийся в результате аварии на электроподстанции, ещё не потушен полностью. Однако регистрируется снижение концентрации угарного газа, и это хороший признак того, что огонь стихает», заметив, что «мы не даём предварительные цифры во избежание спекуляций. Как только к нам попадают точные подтверждённые данные, мы ими открыто делимся». Ранее премьер-министр Тайип Эрдоган сказал, что в шахте находится около 120 человек. С учётом числа погибших, под землёй может быть от 80 до 100 человек. Всего на момент аварии там было 787 горняков, около 400 выбрались. Три человека находятся в больнице. Выжившие шахтёры рассказывали, что старались спастись группами, одна такая группа из 140 человек укрылась в одной из штолен с чистым воздухом, а некоторые шахтёры спасались от огня в подземных резервуарах с водой.
На городском кладбище Сомы для захоронения погибших шахтёров было выделено специальное место площадью 5 тысяч квадратных метров. Десятки рабочих копают могилы с утра и до вечера. 14 мая было захоронено 8 шахтёров, а рабочие подготовили ещё 85 могил. 15 мая были захоронены двадцать жертв катастрофы.
Министр энергетики и природных ресурсов Танер Йылдыз сказал, что каждого, кого уличат в халатности в связи с ситуацией с безопасностью на шахте, может ждать наказание, а также, что спасательная операция на шахте продолжается и:
По последним данным, погибли 284 человека. Под землёй остаются 18 горняков. Трое находятся в больнице, их состояние не вызывает опасений. В целом, мы можем потерять в этой трагедии 302 человека.
Йылдыз уточнил, что общее количество погибших составит от 299 до 302 человек, и подверг критике сообщения о сотнях горняков, остающихся заблокированными в шахте, сказав также, что пожар в шахте всё ещё продолжается, но в основном потушен. Однако через некоторое время в одной из штолен шахты начался пожар, а Йылдыз сообщил, что пламя затрудняет работу спасателей. По словам министра, погибли 299 человек, а под завалами находятся трое горняков, но шансы, что они живы, весьма малы.
Министр энергетики и природных ресурсов Танер Йылдыз сказал, что «теперь зарегистрирована гибель 301 человека», так как спасатели извлекли из-под завалов тела ещё двух погибших, ещё один рабочий находится под завалами.
17 мая министр энергетики и природных ресурсов Турции Танер Йылдыз заявил о завершении поисковой операции на шахте, сказав, что спасатели извлекли из-под завалов тела всех горняков, кто считался пропавшим. В 16.00 часа по турецкому времени спасатели извлекли из-под завалов тела последних двух шахтеров. Йылдыз сказал, что спасатели тщательно проверили весь забой, не найдя ни тел погибших, ни оставшихся в живых, пояснив, что «до сегодняшнего дня мы были сосредоточены на поисках и спасении шахтеров. Сейчас мы сконцентрируемся на расследовании».
17 мая 24-летний шахтёр Эрдал Биджак заявил, что причиной массовой гибели горняков стала халатность руководства компании, и, что больше никогда не спустится в шахту:
Виновата компания. Концентрация газа слишком сильно выросла, но нас об этом вовремя не оповестили. Инспекторы видят лишь верхние сто метров шахты, и их просто держат в чистоте. Узкие и крутые нижние сектора остаются вне поля зрения.
Биджак и ещё 150 человек в момент аварии находились на уровне километра под землёй, когда услышали взрыв. Им выдали старые кислородные маски, вероятно, не проверявшиеся несколько лет. Вместе с другом он пытался найти выход, но помещение было заполнено дымом: дорожка была слишком узкой, а потолок низким, и они не могли выпрямиться в полный рост, что задерживало их ещё больше. Биджак и его товарищ отвешивали друг другу оплеухи, чтобы не терять сознание, и чудом смогли подняться на поверхность. Однако из 150 шахтеров, с которыми работал Биджак, выжили лишь 15.

## Последствия и расследование
Авария на шахте спровоцировала протесты в стране. В Стамбуле, в частности на проспекте Истиклял группа молодых людей устроила мирный пикет возле штаб-квартиры компании «Soma Kömür İşletmeleri A.Ş.», которой принадлежит шахта. На их плакатах было написано: «Это здание построено на крови рабочих», «Их смерть не была красивой. Это было убийством, не неизбежностью», «Эрдоган, уходи!». Полицейские применили спецсредства, а в ответ в них полетели камни и файеры. На станции метро Таксим, в районах Кадыкой и Шишли примерно 20 человек легли на землю в знак протеста против халатности чиновников, отвечающих за безопасность шахт. На улицы Анкары вышли более 800 протестующих с антиправительственными лозунгами с целью прохода к министерству энергетики. Полиция применила в отношении демонстрантов слезоточивый газ и водомёты у въезда в Ближневосточный технический университет. В парке Гювен демонстранты провели сидячий протест. В Измире члены профсоюзов провели акции, раскрасив свои лица угольной пылью. Четыре основных профсоюза Турции призвали объявить 15 мая всеобщую забастовку, в знак протеста против условий труда на шахтах, а в Twitter популярностью начал пользоваться хештег «#kazadegilcinayet», что означает «убийство, не несчастный случай». В Турции только два года назад разрешили праздновать 1 мая, а раньше бороться за права трудящихся было запрещено даже в этот день. Глава одного из крупнейших профсоюзов Конфедерации профсоюзов рабочих-революционеров Кани Беко возложил ответственность за произошедшее на правительство и заявил, что после этого министр энергетики и природных ресурсов, а также министр труда и социальной безопасности «обязаны уйти в отставку». Глава Конфедерации революционных рабочих профсоюзов Турции Арзу Черкезоглу призвал жителей столицы надеть чёрные одежды и пройти маршем к зданию министерства труда. В заявлении Профсоюза государственных служащих говорится, что «в массовом убийстве в Соме повинны те, кто внедрил политику приватизации, кто подверг риску жизни рабочих, сокращая расходы в погоне за выгодой. И они должны ответить за произошедшее».
Заместитель руководителя Рабочей партии Турции Серхан Боллук заявил, что все шахты и предприятия Турции с повышенным производственным риском должны быть деприватизированы, иначе смерти рабочих будут продолжаться:
Виной трагедии в Сома стала приватизация. Новые хозяева заявляют, что, когда шахта была государственной, себестоимость тонны угля равнялась 140 долларам. А теперь она стоит 23 доллара. Понятно, что при таких расценках ни о каких мерах безопасности в шахте даже речи идти не может. Мы требуем, чтобы все шахты и предприятия с повышенным производственным риском были расприватизированы. Но прежде всего мы будем добиваться отставки правительства, потому что правительство, которое не волнует судьба рабочих, не имеет права руководить страной.
Генеральная прокуратура района Сома ила Маниса начала расследование инцидента, с целью выяснения, легально ли работали на шахте люди. Однако генеральный прокурор Турции заявил, что многие из тех, кого следователи хотели бы задержать или допросить, сами погибли в шахте. Представители компании «Soma Kömür İşletmeleri A.Ş.» заявили, что расследование причин аварии уже началось, а несчастный случай произошёл, несмотря на «самые строгие меры безопасности» и, что на данный момент «наша основная задача — поднять шахтёров на поверхность, чтобы они могли воссоединиться со своими семьями». Ожидается, что руководитель шахты Алп Гюркан встретится с премьер-министром и министром энергетики и природных ресурсов Турции.
Палата инженеров электриков Турции опубликовала доклад с предварительными данными о причинах аварии на угледобывающей шахте. В докладе сообщается о нарушениях правил техники безопасности, плохих условиях труда, и что причиной гибели большого количества шахтёров послужила вентиляционная система, которая неисправно работала в момент аварии.
В результате анализа происшедшего и беседы с пострадавшими Палата инженеров электриков сделала следующие выводы: На 700-м метре горной выработки шахты Сома произошло самопроизвольное возгорание угля, в результате чего образовался небольшой обвал. Что, вследствие неправильной работы вентиляционной системы, повлекло за собой скопление угарного газа. Это и стало главной причиной отравления горняков. Рабочие погибли, оказавшись в ловушке угарного газа, не имея возможности выйти на поверхность. Неисправная вентиляционная система продолжала отравлять шахтёров до последнего момента», - говорится в документе палаты инженеров.
15 мая профсоюзы провели однодневную забастовку. По всей Турции на улицы вышли тысячи людей. В Анкаре, Стамбуле, Трабзоне и других крупных городах акция трудящихся началась с трёх минут молчания в память о погибших. В Анкаре прошёл марш протеста к министерству труда, в котором приняли участие несколько тысяч человек. Акции протеста прошли и в Стамбуле, однако они не были согласованы с властями, но люди устроили сидячую акцию перед полицейским кордоном и спецназом с водомётами. На улицы Измира вышли около 20 тысяч человек. Акция в центре города тоже не была заранее согласована, и после некоторого ожидания полицейские применили слезоточивый газ и водомёты. Глава Конфедерации профсоюзов рабочих-революционеров (КПРР) Кани Беко был госпитализирован после того, как ему стало плохо во время разгона демонстрации. Более 5 тысяч участников акции протеста остались в центре города, организовали шествия к зданиям министерств и ведомств, требуя освобождения задержанных полицией. В стачке участвовал «Тюрк-Иш» — профсоюз госслужащих, медиков, инженеров и архитекторов. По словам генерального секретаря КПРР Арзу Черкезоглу, трагедия на шахте в Манисе «произошла не по причине природной катастрофы. С 2002 по 2011 год количество инцидентов на угольных шахтах увеличилось на 40 %. Это связано с приватизацией шахт и снижением на треть числа рабочих. Надо запретить частное управление шахтами».
На пресс-конференции утром 16 мая, управляющий шахты Акын Челик выступил с опровержением обвинений в халатности:
Мы тоже хотим получить ответ на вопрос о том, что там случилось. С такими условиями мы до сих пор не сталкивались. Мы не спим уже трое суток, и все наши силы уходят на спасение шахтёров. Мы до сих пор не знаем, почему произошёл этот несчастный случай. Никакой халатности с нашей стороны не было. Я работал в шахтах более 20 лет и никогда не сталкивался с подобным инцидентом. Инцидент произошёл в течение 3-5 минут. Газ заполнил всё пространство за 5 минут.
Собственник компании Альп Гюркан заявил, что осуществлял все необходимые инвестиции для обеспечения безопасности работников. Другой представитель компании Джелалеттин Гёкашан категорически опроверг утверждения, что на работе в шахте были задействованы несовершеннолетние или сотрудники фирм-субподрядчиков. Генеральный директор компании Рамазан Догру заявил, что появившиеся ранее сообщения о том, что возгорание изначально возникло из-за неисправности трансформатора, не соответствуют действительности. По его словам, резкое повышение температуры в другой части шахты, причины которого пока не известны, вызвало обрушение ствола и возникновение пожара, который быстро распространился.
16 мая полиция применила слезоточивый газ и водяные пушки для разгона 10—тысячной манифестации в городе Сома с лозунгом «Люди Сомы, проявите свою солидарность с шахтёрами». После вмешательства полиции демонстранты были вынуждены разбежаться по близлежащим улицам. Акцию решили провести, после того как в руководстве компании заявили, что не проявили никакой халатности в рабочем процессе. В районе Алсанджак провинции Измир полицейские задержали 27 протестующих, организовавших сидячую забастовку посередине дороги. В стамбульском районе Кадыкёй полицейские попытались разогнать протестующих, применив водомёты и слезоточивый газ. Демонстранты дали отпор полицейским, бросая в них камни и бутылки. В общей сложности было задержано 22 человека. В Тузле рабочие верфи прошли маршем протеста с плакатами «Рабочие в Соме не одиноки» и «Мы победим, сопротивляясь». Группа студентов гимназии Чаглаян в Анталии провела акцию протеста, почтив память погибших минутой молчания, а после сформировав своими телами слово «Сома». В Соме собралась толпа из нескольких тысяч протестующих — спецназ без объяснения причин задержал 34 человека и 8 юристов из Ассоциации современных юристов.
18 мая полиция Турции задержала 18 человек по подозрению в халатности, которая могла привести к аварии. Среди задержанных — руководители компании-владельца шахты. Между тем генеральный директор компании Акин Челик отрицает все обвинения в халатности, но неизвестно, значится ли она в списке задержанных. Официального заявления полиции касательно расследования не было. Позже шестеро человек были отпущены, остальные оставлены на предварительное заключение, а трём арестованным было предъявлено обвинение в преступной халатности, повлёкшей смерть многих десятков людей. Кому именно предъявлены обвинения, тоже не неизвестно. Ссылаясь на происхождение владельцев шахты, в турецкой прессе появились антисемитские публикации. Следственные процедуры были проведены в отношении 16 лиц, по сообщениям властей «из них пять человек арестованы, трое отпущены, восемь взяты под судебный контроль и также отпущены из-под стражи. Ещё шесть подозреваемых доставлены в прокуратуру для дачи показаний». Среди попавших под подозрение — гендиректор компании-оператора шахты Рамазан Догру, исполнительный директор Акын Челик и другие руководители компании, председатель правления компании Джан Гюркан. Одновременно компания обратилась в Турецкий центр занятости İŞKUR для набора 100 работников на шахту, где произошла авария. В объявлении на сайте было указано, что подавать заявки на работу могут только кандидаты мужского пола, достигшие 18 лет — «для кандидатов, подающих заявление, достаточно начального образования», они пройдут обучение в процессе работы и должны быть прописаны в одном из ближайших районов провинции Маниса. Объявление вызвало шквал негодования общественности, и 21 мая оно было удалено с сайта без каких-либо объяснений.
21 мая по итогам голосования в меджлисе было принято решение о формировании парламентской комиссии по расследованию трагедии на шахте. Согласно итоговому документу, комиссия будет состоять из 17 человек и расследование продлится не более 3 месяцев после начала работы. После аварии все партии, представленные в парламенте, подали в президиум предложения о проведении депутатского расследования. Всего было подано 11 заявлений, которые были объединены для голосования. Участвовавший в обсуждении министр труда и соцбезопасности Фарук Челик заявил, что «ни у кого не должно быть сомнений, что виновные будут найдены». Вице-премьер Бюлент Арынч по итогам заседания правительства сообщил о намерении продолжать угледобычу, и подготовке министерством энергетики проекта закона о требованиях безопасности в шахтах:
Премьер-министр распорядился ускорить подготовку нового закона, касающегося шахт. Министерство энергетики уже передало законопроект. Самое главное для нас - это минимизировать аварии на производстве, принимая самые эффективные меры, например, как в США.
22 мая около 20 человек с закрытыми масками лицами, связанных с левой организацией «Федерация турецкой революционной молодежи» собрались на площади Окмейданы в стамбульском районе Бейоглу, чтобы почтить память погибших. Манифестация не была согласована с властями, поэтому на площадь прибыли отряды спецназа полиции. После безрезультатных попыток убедить манифестантов разойтись стражи порядка применили слезоточивый газ, водомёты и начали стрелять боевыми патронами в воздух, в результате один из участников акции получил тяжёлое ранение в голову и был доставлен в больницу. В ответ демонстранты начали возводить баррикады из подручных предметов и забрасывать полицию камнями и бутылками с зажигательной смесью. Один из них попал в бронированный джип полиции. 30-летний мужчина Угюр Курт, получивший огнестрельное ранение в голову, скончался в больнице. Губернатор Стамбула Хюсейн Авни Мутлу в своём микроблоге в Twitter сообщил, что «К сожалению, жизнь, находящегося в больнице Окмейданы Угура Курта, не удалось спасти. Выражаю соболезнования семье погибшего». Вечером 22 мая в районах Окмейданы, Султангази и Санджактепе около 200—250 манифестантов вышли на улицы в связи с гибелью Угюра Курта, начали блокировать улицы мусорными баками и забрасывать стражей порядка камнями, фейерверками, бутылками с зажигательной смесью и применили самодельные взрывные устройства. К местам протестов прибыли отряды спецназа полиции. 23 мая число погибших в ходе продолжающихся вторые сутки столкновений манифестантов с полицией в память об убитом полицейскими во время выступлений в поддержку парка Гези подростке Беркине Эльване и погибших шахтёрах в районе Окмейданы достигло двух человек: мужчина, пострадавший от ручной гранаты, скончался в больнице. Об этом сообщил губернатор города Хюсейн Авни Мутлу:
Ещё один человек погиб прошлой ночью в результате применения манифестантами взрывных устройств. Его личность устанавливается. Всего в сегодняшних ночных столкновениях пострадали семь полицейских и еще один гражданский. Они получили осколочные ранения.
23 мая кто-то из протестующих принёс самодельное взрывное устройство, сделанное из обрезка трубы с поражающими элементами. Оно сдетонировало недалеко от группы полицейских, в результате взрыва самодельной бомбы пострадали семь полицейских и два местных жителя. Один из них получил тяжёлое ранение глаза. Полицейские изъяли у протестантов два помповых ружья и пистолет. Премьер-министр Турции Реджеп Тайип Эрдоган выступил в защиту действий специальных сил полиции, сказав, что нельзя было ждать, что полиция ничего не будет делать перед лицом, по его выражению, «террористов»:
Они воспользовались годовщиной событий в парке «Гези» и устроили беспорядки. Демонстранты буквально затерроризировали своими действиями. И что теперь в данной ситуации полицейские будут связаны по рукам и ногам? Ничего не предпримут? Я не понимаю, как они только терпят подобное? Оказывается, в школе должна была пройти церемония в память о Беркине Эльване. Вы только подумайте. То есть теперь мы в нашей стране, прошу прощения, в память о каждом умершем, в каком-либо столкновении, будем устраивать церемонию? Тогда давайте отложим все дела и будем только участвовать на этих церемониях. Они просто использовали смерть мальчика в качестве аргумента, чтобы устроить столкновение. Напали на полицейских в масках с фаерами, с «коктейлями Молотова». Зажигательная смесь попала в полицейскую машину. Сотрудники полиции начали гореть. С трудом выбрались из машины.
30 мая премьер-министр Турции Реджеп Тайип Эрдоган, в преддверии демонстраций, запланированных на 31 мая, призвал молодёжь не отмечать годовщину массовых протестов на площади Таксим в Стамбуле, назвав это движение «террористической организацией», которая «воспользовавшись моральной и финансовой слабостью молодежи, попыталась нанести удар по нашему единству, поставить под угрозу экономику. Год спустя люди, включая так называемых художников, призывают выйти на демонстрации, но ты, турецкая молодежь, ты не ответишь на это призыв»:
В такой акции нет никакой искренности и честности. У нас есть меры противодействия попыткам увековечить Таксим. Если вы захотите сюда прийти, знайте - силы безопасности получили приказ сделать все от "А" до "Я". На случай если вы отправитесь туда, наши службы безопасности получили предельно четкие инструкции. Они сделают все необходимое.Вы не сможете добраться до площади Таксим, как это было в прошлом году, поскольку обязаны подчиниться законам. Если вы этого не сделаете, правительство сделает все необходимое для обеспечения безопасности.
Одновременно в город были стянуты около 25 тысяч полицейских, спецтехника, в частности машины с водомётами.
30 мая правительство Турции представило парламенту проект закона об улучшении условий труда горняков, в котором предлагается сократить рабочую неделю с 48 до 30 часов и уменьшить пенсионный возраст на пять лет, а компаниям-операторам шахт предписывается усилить меры безопасности. В тот же день Эрдоган посетил город Кынык, где встретился с семьями погибших шахтеров, выслушал их требования и обещал им помочь, сказав, что «буквально в течение месяца мы завершим все законодательные процедуры, связанные с этим вопросом. Пенсии семьям погибших шахтеров и пенсии вдовам будут готовы к выплате в самом ближайшем будущем».

## Международная реакция
Турция — В сообщении пресс-службы премьер-министра Турции сказано, что:
В связи с трагедией в районе города Сома ила Маниса, которая погрузила нацию в скорбь, объявляется трёхдневный национальный траур. По всей стране и в наших зарубежных представительствах будут приспущены флаги.
В заявлении министерства иностранных дел Турции отмечается, что Турция справляется со спасательной операцией в городе Сома и пока не нуждается в помощи иностранных государств:
Мы получили предложения о помощи от Германии, Греции, Израиля, Ирана, Польши, США, Франции. Однако на данном этапе мы пока не нуждаемся в такой помощи.
Футбольные клубы «Бешикташ», «Галатасарай» и «Фенербахче» почтили память шахтёров минутой молчания перед началом тренировок и выпустили заявления с соболезнованиями. Министерство спорта и молодёжной политики Турции отменило праздничные мероприятия по случаю Праздника молодёжи 19 мая. Футболист ФК «Галатасарай» Дидье Дрогба пожертвовал родным погибших сумму в 1 миллион евро из личных средств от зарплаты в 7 миллионов евро в год, в то время как полузащитник Уэсли Снейдер ограничился лишь моральной поддержкой, а тренер Роберто Манчини, зарабатывающий 7,5 миллионов евро в год, вообще не стал финансово помогать семьям жертв. Главный тренер ФК «Сивасспор» Роберто Карлос выразил солидарность с родными и близкими погибших шахтёров, в результате аварии на угольной шахте в Соме, сфотографировавшись вместе со всей командой вокруг тележки с углём, и развернув плакат с надписью «Пусть земля будет пухом для тех, кто отдал свою душу за горсть угля». 18 мая игроки ФК «Галатасарай» вышли на матч чемпионата Турции против команды «Кайсери Эрджиесспор» в шахтёрских касках, таким образом поддержав семьи пострадавших горняков. 19 мая руководство Федерации футбола Турции и руководство национальной сборной посетили кладбище Сомы, где похоронены жертвы катастрофы, выразив свои соболезнования родственникам погибших и возложив цветы на могилы погибших.
16 мая турецкий режиссёр Нури Бильге Джейлан презентовал свою новую картину «Зимняя спячка» (тур. Kış Uykusu) на гала-показе в рамках Каннского кинофестиваля, в сопровождении исполнителей главных ролей Халук Билгинер, Мелиса Сёзен и Демет Акбаг, держащих в руках знаки с надписью «#somа». 24 мая Нури Бильге Джейлан получил «Золотую пальмовую ветвь» Каннского кинофестиваля за свой фильм. Получая награду, он отметил, что посвящает её участникам прошлогодних выступлений, погибших в Турции год назад:
Я считаю, что в прошлом году турецкая молодёжь многому научила нас. Некоторые потеряли свои жизни в ходе тех событий, пожертвовали своими жизнями ради нашего будущего. Так что, думаю, они это заслужили.
Председатель Республиканской народной партии Турции Кемаль Кылычдароглу призвал министра труда Фарука Челика и министра энергетики Танера Йылдыза покинуть свои посты, заявив, что одних декларативных высказываний недостаточно: «Если Челик заявляет, что шахты должны быть закрыты, но при этом держит их открытыми, он должен покинуть своё кресло».
Турецкий прозаик и лауреат Нобелевской премии по литературе Орхан Памук дал интервью французскому радио «France Inter», в котором сказал:
В Турции жизнь человека ничего не стоит. В стране нет достаточного уровня свободы выражения мнений, чтобы критиковать плохие условия труда... Невозможно не критиковать правительство за притеснения в сфере соблюдения прав человека, в СМИ и свободе выражения мнений. Невозможно быть достойным человеком и не критиковать сегодняшнюю власть. Они не позволяют обнародовать условия, в которых работают люди. Их единственная забота — заработать больше денег. Когда продолжались переговоры по вступлению в Евросоюз, Турция обладала определенным политическим весом. И Турция приближалась к ЕС. Однако Европа закрыла свои двери. Волна национализма, которая поднялась в Европе, оставила «светскую» и проевропейскую общественность Турции в одиночестве. Раньше я считал членство Турции в ЕС хорошей идеей. Так как это усилило бы позиции «светских». И полагал, что все поддержат это начинание в силу экономических соображений. Хоть я и немного отдалился от этих мыслей, в целом я их разделяю. Этот процесс будет иметь положительные последствия и для самой Европы. Но в то же время я понимаю обеспокоенность французов вопросом трудовой миграции.
Американо-турецкая писательница Элиф Шафак в своей статье в «The Guardian», озаглавленной «Пощечина Эрдогана всему турецкому народу», заявила:
Не думайте, что агрессивность Эрдогана погубит правительство. Мы выросли, наблюдая, как наши правители-мужчины раздавали оплеухи с надобностью и без... Вся страна говорит о том, как Реджеп Тайип Эрдоган, то есть премьер-министр, преследовал протестующего и ударил его, загнав в супермаркет. Правда это или нет, но даже те, кто защищает премьера, не считают это невозможным. Разговор идет именно о подобном восприятии ситуации, когда настроение человека резко меняется. На видео, снятом в тот же день, мы слышим, что премьер говорит: «Если ты будешь освистывать премьера, то получишь оплеуху». Если бы подобное случилось в другой стране, правительство бы сразу обрушилось. Но только не в Турции. Мы с самого детства привыкли выгораживать тех, кто раздает оплеухи... Если дети не слушаются, отец «награждает» их оплеухой». В Турции вся власть принадлежит государству, а не гражданам. Мы как народ привыкли получать по лицу от вышестоящих, авторитетов. В семье, школе, в армии, на улице, в магазине... Оплеухи везде. И последние события показывают, как же легко спровоцировать мужчину-турка.
Россия — Президент Российской Федерации Владимир Путин выразил соболезнования президенту Турции Абдулле Гюлю и премьер-министру Реджепу Тайипу Эрдогану в связи с многочисленными человеческими жертвами, вызванными аварией на шахте. 16 мая по инициативе российской стороны состоялся телефонный разговор Путина с Эрдоганом.
Европейский Союз — Европейский комиссар по вопросам расширения и политики добрососедства Штефан Фюле и генеральный секретарь Совета Европы Торбьёрн Ягланд направили послания с соболезнованиями.
Футбольные клубы «Челси», «Шеффилд Юнайтед» и «Ливерпуль» из Великобритании, «Барселона» и «Атлетико Мадрид» из Испании, «Шальке 04» и «Боруссия Дортмунд» из Германии, «Порту» из Португалии тоже выразили соболезнования, а полуфинальным матчам баскетбольной Евролиги будет предшествовать минута молчания.
Германия — Президент ФРГ Йоахим Гаук и канцлер ФРГ Ангела Меркель выразили соболезнования в связи с гибелью шахтёров. В телеграмме президенту Турции Гаук написал, что с глубокой печалью узнал о трагическом случае на шахте — «мои мысли сейчас с родными и близкими тех шахтёров, которые до сих пор не найдены». Меркель заявила, что Германия готова прийти Турции на помощь, и пожелала пострадавшим шахтёрам скорейшего выздоровления. Свои глубокие соболезнования выразил и министр иностранных дел ФРГ Франк-Вальтер Штайнмайер.
Ватикан — Папа римский Франциск призвал всех молиться о душах погибших шахтёров:
Призываю вас молиться за шахтёров, которые вчера погибли на руднике Сома, в Турции, и тех, которые ещё заблокированы в шахте. Пусть Господь примет умерших в свой дом и даст утешение их близким.
Азербайджан — Президент Азербайджана Ильхам Алиев выразил соболезнования народу и президенту Турции.
Армения — Президент Армении Серж Саргсян направил в телеграмме выразил искренние соболезнования президенту и народу Турции, пожелал родным и близким погибших стойкости, а раненым скорейшего выздоровления.
Кыргызстан — Президент Кыргызстана Алмазбек Атамбаев выразил соболезнования президенту и премьер-министру Турции, передав глубокие соболезнования и слова утешения родным и близким погибших.
Казахстан — Президент Казахстана Нурсултан Назарбаев направил телеграмму соболезнования президенту Турции Абдулле Гюлю.
Таджикистан — Президент Таджикистана Эмомали Рахмон направил телеграмму соболезнования на имя президента Турции, в которой выразил соболезнование турецкому народу.
Молдова — Президент Молдовы Николае Тимофти выразил соболезнования президенту Турции в связи с трагедией на шахте и по погибшим.